# Rebollar (Castela e Leão)
Rebollar é um município da Espanha na província de Sória, comunidade autónoma de Castela e Leão, de área 10,38 km² com população de 54 habitantes (2007) e densidade populacional de 5,08 hab/km².

## Demografia
| Variação demográfica do município entre 1991 e 2004 | Variação demográfica do município entre 1991 e 2004 | Variação demográfica do município entre 1991 e 2004 | Variação demográfica do município entre 1991 e 2004 |
| --------------------------------------------------- | --------------------------------------------------- | --------------------------------------------------- | --------------------------------------------------- |
| 1991                                                | 1996                                                | 2001                                                | 2004                                                |
| 51                                                  | 47                                                  | 52                                                  | 53                                                  |